# Чуло вида
Чуло вида је специјализовано чуло које реагује на стимулусе светлосне енергије. Орган чула вида је око, и уколико не постоји озбиљније оштећење фоторецептора, пружа преко 80% утисака из спољашње средине.
Главни делови очног апарата су очна јабучица и очни нерв. У очној јабучици се налази и мрежњача, коју чине фоторецептори, синоптично повезани у нити очног живца. Када светлост пролази кроз сочиво и зеницу, долази до мрежњаче која рефлектује обрнуту слику оног што се гледа. Мрежњачу чине штапићи, који су осетљиви на интензитет светлости, и чепићи који су осетљиви на три основне боје: црвену, зелену и плаву. Ти чепићи могу бити подражени у различитом броју односа, и стога се могу видети и остале боје. Када светлосни зраци покрену биохемијске реакције у штапићима и чепићима, стварају се рецепторски потенцијали који се живчаним влакнима и видним живцима преносе у видно подручје мозга које интерпретира примљене живчане импулсе.

## Еволуција чула вида
Животиње су током еволуције развиле осетљивост за светлост, у различитим облицима. Веома просто око састоји се од група ћелија које садрже пигменте, материје осетљиве на светлост. Овакво око омогућава организму да детектује присуство, састав и јачину светлости у његовој околини. Такође, оком се може детектовати нагла промена светлости, што указује на могуће присуство потенцијално опасних других животиња.
Мало сложеније око је грађено тако што су ћелије осетљиве на светлост распоређене унутар усека на телу. Овакав распоред омогућава детекцију правца одакле светлост долази, финију информацију него саму детекцију светлости.
У још мало сложенијем оку, усек се проширује у дупљу са отвором. Такво око функционише по принципу мрачне коморе, тј. омогућава стварање слике околине. Та слика је доста груба, али представља велику предност у поређењу са детектовањем правца светлости. Наиме, слика даје информацију не толико о самој светлости, већ о структури светлошћу обасјане околине у којој се организам налази. Даљим усложњавањем се појављује заштитни провидни слој, тј. рожњача, а у оквиру очне дупље се згушњава ћелијски материјал у грубом облику сочива. Последице су боље фокусирање и оштрије виђење.
Додатне промене у структури ока доводе до још боље визуелне регистрације околине. Овакви примери илуструју могући еволуциони процес развоја ока, где се у том процесу, очи на сваком степену развоја, макар биле и веома просте, играју важну биолошку улогу у преживљавању организма. Бројне мале, поступне структуралне промене током времена доводе до веома корисних побољшања у борби за опстанак. На тај начин се, током милиона година, могу формирати доста сложене органске целине, не напречац као комплексне творевине створене ни из чега, већ током постепеног еволутивног развоја.

## Функционисање чула вида
У одржавању биолошке постојаности сваке индивидуе посебну улогу и значај има стални прилив информација о најбитнијим ограничавајућим околинским чиниоцима преживљавања. У том процесу самообавештавања и непрекидног подешавања односа људског организма са трајно променљивом животном и радном средином, посебно је наглашена улога фоторецептора, будући да се чак око 5/6 укупних спознаја о околном свету и властитим стањима стиче путем чула вида.
Чулни (фоторецепторски) део ока јесте мрежњача – унутрашњи слој очне јабучице, у којем се налазе специјалне ћелије чула вида. То су, заправо, посебно подешене нервне ћелије, које се по карактеристичном облику означавају као штапићи и чепићи (чуњићи). Нормално људско око обично има чак до 125 милиона штапића и око 7 милиона чепића (однос 18:1), при чему густина штапића по јединици површине расте ка периферији, а чуњића ка средишњем делу мрежњаче. Најуже централно поље мрежњаче (око 1 мм<суп>2</суп>) мало је удубљено и садржи само чуњиће – то је жута мрља. Неколико милиметара даље од ње, на месту где влакна очног живца улазе у око, налази се слепа мрља, у којој уопште нема фоторецептора.
Мрежњача садржи четири типа молекула беланчевине опсина, који улазе у састав светлосно осетљивих пигмената: родопсина или видни пурпур и три варијанте јодопсина (црвени, зелени и плави), који омогућавају виђење одговарајућих боја. Родопсин се налази у штапићима, а јодопсини у чепићима. Када светлост, кроз рожњачу, сочиво и стакласто тело доспе на фоторецепторе, видни пигменти се мењају и разлажу на саставне компоненте. Том приликом настаје надражај који се у облику биоелектричне струје путем очног нерва преноси у одговарајући мождани центар за „обраду” приспелих података. Притом штапићи реагују на светлост слабијег интензитета, а чуњићи на јаче осветљење. У тами, односно у одсуству светлосних дражи структура видних пигмената поново се обнавља, а за синтезу видног пурпура неопходна је довољна количина витамина А.
Људско око распознаје само уско подручје електромагнетног спектра (видљиви део спектра сунчеве светлости), таласне дужине од око 400 до око 750 nm. Различити чуњићи су осетљиви на светлост њима препознатљивих таласних дужина, што представља основу за стварање утиска о боји посматраног предмета. Све могуће нијансе спектра могу се добити „мешањем” основних боја: црвене, зелене и плаве.
Главно функцијско својство штапића је уочавање предмета, уз нејасно виђење њихових обриса, док чуњићи „изоштравају” слику и препознају боје. Чуњићи (чепићи) омогућују прецизнији вид при дневном светлу, али су у сумраку веома слабо активни. Примљене светлосне информације, фоторецептори нервним путевима прослеђују до одговарајућег центра у потиљачном региону коре великог мозга. Надражаји из десне стране видног поља сваког ока путују ка левој можданој хемисфери и обратно, што је омогућено делимичним укрштавањем влакана очних живаца, непосредно иза очију. Тако се у десној хемисфери стичу информације из десне стране сваког ока, што одговара левој страни видног поља, тј. лева хемисфера прима импулсе с леве стране оба ока и види десну страну видног поља.
- Таласне дужине видљивог дела светлосног спектра у нанометрима

Вид настаје тако што очно сочиво умањи слику коју носи светлост одбијена од појава, а даље пошаље ту слику до мрежњаче ока, у којој светлост стимулише нервне ћелије, из које се шаљу у мозак (његов задњи део, кортекс) подаци о интензитету, боји и другим својствима примљених светлосних дражи. На крају добијене информације мозак (у његовом кортексу) веома брзо „чита”, „сређује”, „тумачи” и „види” као детаље слике (боје, облик, удаљеност, кретање и друго)  у видном пољу и ствара завршну слику онога што човек види. Зато се може рећи да у ствари, око само гледа, а мозак коначно види и доживљава посматране објекте и појаве.
Око је веома сложен органски апарат. Нормално функционисање фоторецептора зависи и од стања оптичког система ока, који чине рожњача, течност предње очне коморе, сочиво и стакласто тело, својстава остатка очне јабучице те заштитних и помоћних делова ока.

## Главне функције чула вида
Способности чула вида су од првостепеног значаја за одвијање свакодневних животних и радних активности, у најразличитијим условима у погледу светлосних дражи. У том смислу посебно су значајни: оштрина вида, адаптација на таму, виђење боја, акомодација и конвергенција, те стереоскопски вид. Ова својства појединачно се испитују различитим методима и инструментима, а најкомплетнији збирни подаци о свим овим својствима функције вида добијају се помоћу апарата који се зове орторатер.
Оштрина вида је главно својство функције ока. То је његова способност да две посматране блискосуседне тачке види одвојено. Величина виђене слике зависи од величине и удаљености предмета у видном пољу, а оштрина вида је утолико већа уколико се јасније распознају што ситнији детаљи. Основна мера оштрине вида је величина најмањег угла под којим се две блиске тачке још увек виде одвојено. Видни угао затварају два свјетлосна зрака који додирују крајње тачке посматраног објекта и сусрећу се у чворишту ока (врх угла). У физиологији рада, где су честа масовна мерења, видни угао (x) обично се одређује на основу обрасца:
- {\displaystyle tgx} = {\displaystyle a/b},

где је: {\displaystyle a} величина посматраног предмета (у mm) и {\displaystyle b} је удаљеност тог предмета од испитаниковог ока. Нормална величина тог угла је 30", што одговара ширини од 1,5 мм, удаљеној 10 м од посматрача. Оштрина вида зависи и од степена осветљености посматраног предмета и његове позадине, као и од врсте и извора светлости.
Адаптација на таму је такође веома значајна за професионалну оријентацију и оцену радних способности, односно за испитивање могућности прилагођавања чула вида за нормално функционисање при смањеним интензитетима осветљења. Спроведена истраживања показала су да се у нормалној људској популацији сусреће око 1% особа с озбиљним оштећењем ове функције, а чак 6% има недовољну способност адаптације на таму. Потпуна неспособност виђења у сутону, звана „кокошије сљепило”, може бити последица оштећења штапића или недостатка витамина А.
Виђење боја и испитивање колорног вида посебно су значајни за радну способност у професијама у којима је нормално разликовање боја и њихових нијанси један од основних услова за квалитетно и сигурно обављање одређених послова, као у индустрији боја и лакова, текстилном дизајнирању, саобраћају и трговини, делатностима са сигналним уређајима у бојама итд. За испитивање ове функције вида примењују се специјалне тестне таблице. Дефектно виђење боја обухвата три основне категорије:
- аномални трихромати (смањена способност нијансирања једне од основних боја: црвене, зелене и плаве)
- дихромати (разликовање само две основне боје, односно сљепило за црвену или зелену или плаву)
- монохромати (тотална слепоћа за боје, тј. распознавање само нијанси у распону црно–бело).

Укупна учесталост свих ових дефеката у светској популацији износи код мушкараца око 8%, а код жена око 0,5%, док на Балкану те фреквенције износе око 6% (мушкарци) и 0,8% (жене). Сви наведени поремећаји нормалног виђења боја су наследни, а њихови се гени налазе на хромозому X (полно условљено наслеђивање).
Акомодација и конвергенција очију испитују се специјалним тестовима. Акомодација је способност ока да свој оптички апарат прилагоди удаљености посматраног објекта како би његова слика на мрежњачи била потпуно изоштрена.
Обим акомодације је удаљеност између најближе и најудаљеније тачке јасног виђења. Амплитуда акомодације представља разлику у преламању светлосних зрака између мирујућег ока (без икакве акомодације) и максимално акомодираног ока. Јачина акомодације изражава се у диоптријама (D), као јединицама мерења снаге сваког сочива, односно ломне јачине очног оптичког апарата. Ово „изоштравање” слике је аутоматско и не зависи само од способности преламања светлосних зрака већ и од животног доба испитаника с обзиром на то да је процес старења праћен прогресивним смањењем еластичности очног сочива.
Конвергенција се односи на појаву усмеравања оба ока у исту тачку посматрања, при чему је угао конвергенције сваког ока у ствари замишљени простор између линије фиксације у датом часу и линије фиксације кад око гледа право напред, паралелно с централном линијом. Мерење ове способности обавља се одређивањем најближе тачке у којој се ситни осветљени објект, који се приближава оку, још увек види једноструко.
Ширина видног поља, односно само видно поље, у ствари, обухвата скуп тачака у простору које посматрач може видети без померања очне јабучице. Код човека је знатно шире него код већине оптичких апарата и износи око 180°. Од посебног је интереса покретљивост вратног дела кичме и тела у целини јер су ти фактори веома битни за динамику оштрине вида. Поље фиксације (устаљености) погледа чини збир тачака које око може у следу фиксирати, уз мировање главе. Границе видног поља утврђују се тако што се са сваке стране ока ка периферији овог поља помера светла тачка до позиције у којој се она први пут уочава.
Стереоскопски вид испитује се различитим тестовима и инструментима (орторатер и други), при чему је неопходно разликовати стереоскопски, тј. просторно-дубински или тродимензионални вид од просторне перцепције или осећања простора. Стереоскопски вид нормално је могућ само до раздаљине од 6 м и уско је повезан са добрим бинокуларним видом. Иако се од сваког посматраног објекта формирају по два лика (у сваком оку по један), бинокуларни вид омогућује да се од две „гледане” слике из мрежњаче у мозгу види и доживљава јединствена целина идеално поклопљених слика, као предмета и његовог лика у огледалу. Просторна перцепција искључива је функција мождане коре, па постоји и код особа с једним функционалним оком.

## Физиологија вида
Процес виђења састоји се од више хемијских и биоелектричних процеса којима се прикупљене информације обрађују у визуелној перцепцији. Приликом пада светлосних зрака на мрежњачу долази до разлагање родопсина у штапићима. Добијени опсин, коју у ствари представља протеин и ретинен, јонизује се и прелази у јонско стање. Добијени јони делују на мембрану чулне ћелије приликом чега долази до настанка акциона потенцијала, односно нервног импулса који се преноси кроз очни нерв. Раздражење чулних ћелија је кратко због јачине блеска светлости, али осећај вида траје знатно дуже јер продукти разлагања родопсина настају са деловањем све док га има. Процес обнављања родопсина од опсина и ретинена одвија се уз обавезно присуство витамина А.

## Анатомија визуелног система

### Очи
| Очни мишићи                         |
| Делови ока                          |
| 1. заједнички тетивни прстен        |
| 2. горњи прави мишић                |
| 3. доњи прави мишић                 |
| 4. унутрашњи прави мишић            |
| 5. спољашњи прави мишић             |
| 6. горњи коси мишић                 |
| 7. тетива горњег косог мишића       |
| 8. доњи коси мишић                  |
| 9. мишић подизач горњег очног капка |
| 10. горњи тарзални мишић            |
| 11. беоњача                         |
| 12. видни живац                     |

Око је (најчешће) парни орган чула види и налази се у склопу лица. Карактеристично за већини сисара је да је вид слабије развијен код новорођенчади. Постепеним развојем јединке развијају се и очни фоторецептори што побољшава квалитет манифестујуће слике.
Око се састоји из помоћних и главних делова. У помоћне делове ока спадају трепавице, обрве, очни капци, сузне жлезде, вежњача и очни мишићи. Главне делове чине очна јабучица, очни нерв и центра чула вида.
Сваки од ових делова има своју специфичну улогу. Уколико би један од њих био оштећен, могло би доћи до лакшег или тежег нарушавања чула вида што би проузроковало лошији вид.

### Мрежњача
Мрежњача је омотач који облаже унутрашњу површину очне јабучице. Њена улога може се упоредити улогом филма у фото-апарату. Процењује се да се у мрежњачи налази око 125.000.000 густо распоређених чулних ћелија - фоторецептора.

## Поремећај вида
Око је орган изложен великом утицају спољне средине и због тога лако се може повредити. Поремећаји вида могу да буду урођена или задобијена током развоја јединки.
Неке од најчешћих мана лошега вида су кратковидост, далековидост, разрокост и старачка далековидост. Уколико се користе одговарајуће наочаре, вид се може поправити.
Међутим најчешћа обољења ока су различита запаљења од којих је најзаступљенији конјуктивитис или запаљење вешњаче. До запаљења долази обично због присуства вируса или бактерије која у око доспева путем ваздуха, загађене воде или прљавим рукама. Већина инфекција се брзо лече, али у колико дође до запаљења рожњаче по излечењу може доћи до смањене провидности, што ствара замућен вид. У том случају долази до трајног оштећења вида.